# Coorow (ort)
Coorow är en ort i Australien. Den ligger i kommunen Coorow och delstaten Western Australia, omkring 230 kilometer norr om delstatshuvudstaden Perth.
Trakten runt Coorow är nära nog obefolkad, med mindre än två invånare per kvadratkilometer.. Coorow är det största samhället i trakten.
Trakten runt Coorow består till största delen av jordbruksmark. Genomsnittlig årsnederbörd är 390 millimeter. Den regnigaste månaden är juni, med i genomsnitt 58 mm nederbörd, och den torraste är februari, med 10 mm nederbörd.